# Giuseppe Amendola
Giuseppe Amendola (Palermo, 1750 – Palermo, 1808) è stato un compositore e professore di musica italiano.

## Biografia
Giuseppe Amendola è conosciuto per la sua musica del dramma giocoso Il Begliar-Bey di Caramania (in spagnolo citato pure con il titolo El Belerbey de Calamania), composto su un libretto di Girolamo Tonioli nel 1776. La prima rappresentazione di quest'opera si svolse durante il Carnevale dell'anno 1776 nel Teatro del Real Sitio di El Pardo, une località che oggi fa parte di Madrid.
Nel 1777 un adattamento venne rappresentato a Madrid nello stile di zarzuela, sotto il nome El Belerbey di Caramania, in una versione ridotta a due atti invece dei tre originali. Con il nuovo titolo La schiava fedele, dramma in musica, l'opera di Amendola fu presentata al Teatro Formagliari di Bologna nel 1778, pure in due atti. Fu rappresentata infine a Dresda, nel Kleines Churfürstliches Theater, tra il 18 novembre 1780, data della prima, e il 30 ottobre 1782, con il titolo Il Beglierbei di Caramania.
Alcuni compositori, tra cui il compositore francese Nicolas Isouard, avrebbero compiuto studi presso Amendola, lasciando testimonianze di una sua attività di professore di composizione.